# Cyclodictyon borbonicum
Cyclodictyon borbonicum är en bladmossart som beskrevs av Brotherus 1907. Cyclodictyon borbonicum ingår i släktet Cyclodictyon och familjen Hookeriaceae. Inga underarter finns listade i Catalogue of Life.